# Conjunt d'habitatges Vidal i Arderiu
El Conjunt d'habitatges Vidal i Arderiu és una obra de Das (Baixa Cerdanya) inclosa a l'Inventari del Patrimoni Arquitectònic de Catalunya.

## Descripció
Es tracta d'una interessant rehabilitació efectuada a partir d'unes edificacions de tipus rural. Posteriorment, conjunt d'habitatges que mantenen exteriorment la mateixa disposició primitiva d'una construcció mig oberta a ponent damunt d'una àmplia era. Pel contrari la façana al carrer és molt compacta amb obertures que utilitzen el llenguatge tradicional en aquest tipus de construcció.

## Història
La primitiva construcció corresponia a un tradicional Mas Cerdà. La família Vidal Arderiu ha transformat l'edifici interiorment, convertint-lo en diversos habitatges pels membres de la mateixa. En general es tracta de segona residència.